# Masturus lanceolatus
Masturus lanceolatus (É. Liénard, 1840) è una specie di Molidae diffusa in acque tropicali e temperate. È l'unica specie nota del genere Masturus Gill, 1884.

## Descrizione
L'aspetto è simile a quello del pesce luna dal quale però può essere facilmente distinto principalmente dalla protuberanza presente nella coda. È inoltre uno dei pesci ossei di maggiori dimensioni, le misure massime conosciute sono di 3,4 m di lunghezza per 2000 kg di peso. Gli occhi sono collocati più avanti nella testa rispetto a quelli del genere Mola, il corpo, ricoperto da scaglie più piccole rispetto a quelle del pesce luna, è di forma ovale di colore argenteo con macchie nere nella parte inferiore e di colore marrone-grigio nella parte superiore. La pinna dorsale e quella anale sono collocate posteriormente e la base della pinna dorsale è più lunga rispetto a quella della pinna anale.

## Biologia
È una specie poco conosciuta e poco avvistata, il modo di locomozione è simile a quello degli altri pesci luna. Abita principalmente la zona epipelagica, anche se raramente è stato avvistato anche in prossimità della superficie e la profondità di immersione massima conosciuta è di 670 m.
L'età massima stimata per questa specie è di 105 anni per le femmine e 82 anni per i maschi.

## Distribuzione e habitat
È riscontrabile in acque tropicali e temperate di tutto il mondo fino a 670 m di profondità, anche se sembrano essere più comuni nella zona epipelagica.